# Историјски архив Београда
Историјски архив Београда (ИАБ) је институција задужена за заштиту архивске грађе на подручју града Београда. Заштита се спроводи код творца грађе кроз инспекцијски надзор, а затим у архиву, где се грађа сређује, обрађује, пружа на коришћење и презентује јавности (публикације, изложбе и сл). Ову функцију Архив обавља за подручје свих 17 општина града Београда и врши надзор код 1.656 стваралаца и ималаца архивске грађе и документарног материјала из области управе, судства, просвете, културе, социјалне заштите, здравства, привреде, банкарства, друштвено-политичких организација и разних удружења.

## Историјат

### Оснивање и прве године
Национални комитет ослобођења Југославије донео је 20. фебруара 1945. године одлуку о заштити и чувању културних споменика и старина, којом се предвиђало да се архиве свих државних установа ставе под заштиту државе. Историјски архив Београда основан је 26. септембра 1945. године према одлуци Извршног одбора града Београда. Повод за настанак ове институције био je, пре свега, да се заштити и сачува изузетно значајна грађа Земунског магистрата, настала још у XVIII веку. За тај посао је био потребан стручњак који поред историје, добро познаје и немачки и латински језик. Министарство просвете је поверило тај посао Лазару Ћелапу, чије се постављање на место руководиоца, а уједно и јединог радника на пословима сређивања грађе, узима за почетак рада Архива.
У најранијем периоду Архив је био у саставу Библиотеке града Београда, да би 1947. године наставио да постоји као самостална институција. Од 1954. године налазио се у згради бивше Класне лутрије (угао Васине и Змај Јовине улице). Поред Лазара Ћелапа, од значајнијих радника Архива у првим годинама његовог постојања треба издвојити и Танасија Илића (једног од најбољих познавалаца фонда Земунског магистрата) и Даницу Гавриловић (једног од првих наших међународно признатих стручњака за архивистику). Историјски архив Београда је одиграо значајну улогу за целу архивску службу Србије и бивше Југославије. Био је иницијатор оснивања Друштва архивских радника Србије (1955), које је кроз издавање часописа Архивски преглед дало велики допринос у едукацији архивиста у Србији.

### Нова зграда и савремена архивистика
Временом су просторије и депои у згради бивше Класне лутрије постали тесни, јер је током година Архив преузео велики број фондова. Због тога је 1963. направљен елаборат будућег наменског објекта, по пројекту Милана Јерковића. У периоду од 1969. до 1972. године сазидан је објекат на адреси Палмира Тољатија бр. 1 на Новом Београду. То је била прва зграда у Србији наменски изграђена за потребе Архива. Зграда је званично примљена 16. јануара, а свечано отворена 15. октобра 1973. године.
Историјски архив Београда се укључио у праћење савремених токова архивистике оснивањем Центра за информације 2003. године. Неки од задатака Центра су да прати и примењује стандарде Међународног архивског савета (МАС), затим да прати препоруке Европске комисије за заштиту и чување података (ЕСРА), прати развој софтвера и води рачуна о набавци лиценцираних софтвера значајних за делатност Архива, води рачуна о набавци, одржавању и редовном сервисирању информатичке опреме. Центар за информације, у сарадњи са одговарајућим службама Архива, развија информациони систем ЈАНУС, који омогућава формирање библиотеке електронских информативних средстава. Крајњи циљ овог система јесте информатички уређен Архив који брзо пружа тражену информацију и побољшава рад са корисницима. У Историјском архиву Београда тренутно ради 47 запослених, две трећине ради на стручним, а остали на пратећим пословима.

## Архивска грађа
У Историјском архиву Београда чувају се разноврсни архивски фондови и збирке који пружају значајне податке за историју Београда и Србије. У депоу површине 2.400 m² смештено је 13.200 метара архивске грађе. Најстарији појединачни документ који се чува у Архиву је Дијалог Османлије и Хришћанина о војнополитичкој ситуацији, из друге половине XVI века, на турском језику. Најстарији фонд је Земунски магистрат, чија грађа датира од 1749. године, када је Земун проглашен слободним краљевским градом, изузимањем из поседа породице Шенборн. Грађа је углавном на немачком језику.
Највећи фондови, са неколико стотина метара грађе, су: Скупштина града Београда, Окружни суд за град Београд, Управа града Београда, Земунски магистрат, Котарски суд у Земуну, Трговинска комора у Београду. Највише фондова настало је после 1945. године, а од оних који су приспели последњих година, свакако је најважнији фонд БИТЕФ, као и све већи број легата (Коче Поповића, Вицка Крстуловића, Ивана Ђурића, Новака Новака, Јована Ћирилова, Мирољуба Тодоровића и др).

## Издавачка делатност
Архив је објавио око 50 публикација, зборника грађе и историјских студија. Од најважнијих треба издвојити:
- Дубровачка архивска грађа о Београду, I (1950), II (1976), III (1986)
- Грађа за историју Београда у средњем веку, I (1951), II (1958)
- Грађа из земунског архива за историју Првог српског устанка, I (1955), II (1961), III (1969)
- Турски извори за историју Београда (1964)
- Бањица (1967)
- Револуционарни ликови Београда, I (1967), II-III (1972), IV (1982)
- Београд у рату и револуцији 1941-1945, I (1971), II (1984)
- Водич кроз архивску грађу Историјског архива Београда, I (1984), II (1991)
- Успон Београда, I (1994), II (2000)
- Педесет година Историјског архива Београда (1995)
- Аутомобил у Београду 1918-1941 (2002)
- Векови Београда, XVI–XX век (каталог сталне изложбене поставке) (2003)
- Живети у Београду I–VI (2003-2008)
- Модерна српска држава (1804–2004). Хронологија (2004)
- Човек у времену: 60 година Историјског архива Београда (2005)
- БИТЕФ – 40 година нових позоришних тенденција (2007)
- Компјутеризација и историографија (2008)
- Логор Бањица / Логораши/ 1941- 1944 (2009)

## Изложбе
Своју прву изложбу Архив је организовао 13. новембра 1955. године у склопу Недеље прикупљања историсјске грађе. Изложба је носила назив Београд кроз архивска документа 18-19. века, а аутор плаката био је познати академски сликар Ђорђе Андрејевић Кун. Међутим, скоро пола века Архив није имао адекватан изложбени простор, а изложбе су углавном организоване поводом битних јубилеја. Једна од таквих била је Борбе за ослобођење Београда 1944. године, која је организована на тридесетогодишњицу ослобођења (1974) и била осмишљена као путујућа изложба.
Учесталија изложбена активност Архива одвија се од 2003. године и отварања Галерије, специјално намењене за овакве прилике. Усвојен је и нови идејни концепт по коме су изложбе организоване тако да имају артикулисане проблемске, тематске и хронолошке сегменте прича, које пружају илустративну слику историје Града кроз преплитање утицаја европских сила и различитих култура. У периоду од 2002. до 2015. године организовано је преко 20 изложби:
- Београдски ауто-времеплов (јул 2002)
- Векови Београда /XVI - XX век/ (апр. 2003)
- Дунавом кроз време (сеп. 2003)
- Модерна у Београду (дец. 2003)
- Светло и тама – виртуелни Београд XIX и XX века (апр. 2004)
- Векови за памћење, визије за стварање (апр. 2004)
- Интерактивни Београд (апр. 2004)
- Сачувати књигу (окт. 2004)
- XX век – доба ратова, столеће злих (дец. 2004)
- Нова година и Божић у Београду (дец. 2004)
- Човек у времену. 60 година Историјског архива Београда (нов. 2005)
- Један обичан дан (апр. 2006)
- Границе (дец. 2006)
- Нови Београд – или сунце, простор, зеленило (апр. 2007)
- БИТЕФ – Велике награде (сеп. 2007)
- Кућа Вељковић. Историја породице – историја Београда (сеп. 2007)
- Студентски протест 1968-2008 (јун 2008)
- Логор Бањица – Логораши (апр. 2009)
- Тајне Новог Београда (апр. 2012)
- Верски објекти у Београду (нов. 2013)
- Београдски Јевреју – живот и Холокауст (јан. 2014)
- Архитектура Модерне на јавним објектима у Београду, период 1918–1941 (2014)
- Ослобођење Београда – седамдесет година после (окт. 2014)
- Изложба одликовања из легата Историјског архива Београда (окт. 2015)

## Рад са странкама
Годишње Архив посети око 5.000 заинтересованих за научно истраживање архивске грађе и издавање јавних докумената ради регулисања правних и приватно-правних потреба (радни стаж, имовинско правни односи...).
У Читаоници омогућено је коришћење архивске и библиотечке грађе Архива у научне, студијске, стручне, публицистичке и сличне потребе.
Преко Писарнице омогућено је коришћење архивске грађе за потребе државних органа и за остваривање права грађана и правних лица (за регулисање радног односа, пензија, социјалних, породичних, имовинско-правних и других питања).
Архив за потребе корисника копира, микрофилмује, скенира и на други начин репродукује архивску грађу, на основу захтева поднесеног у Читаоници или поштом, односно e-mail-ом. Претрага фондова и пројектне документације омогућена је преко интернет презентације Архива.